# Neoseiulus desertus
Neoseiulus desertus är en spindeldjursart som först beskrevs av Chant 1957.  Neoseiulus desertus ingår i släktet Neoseiulus och familjen Phytoseiidae. Inga underarter finns listade i Catalogue of Life.